# Nürnberger Rotlichtviertel

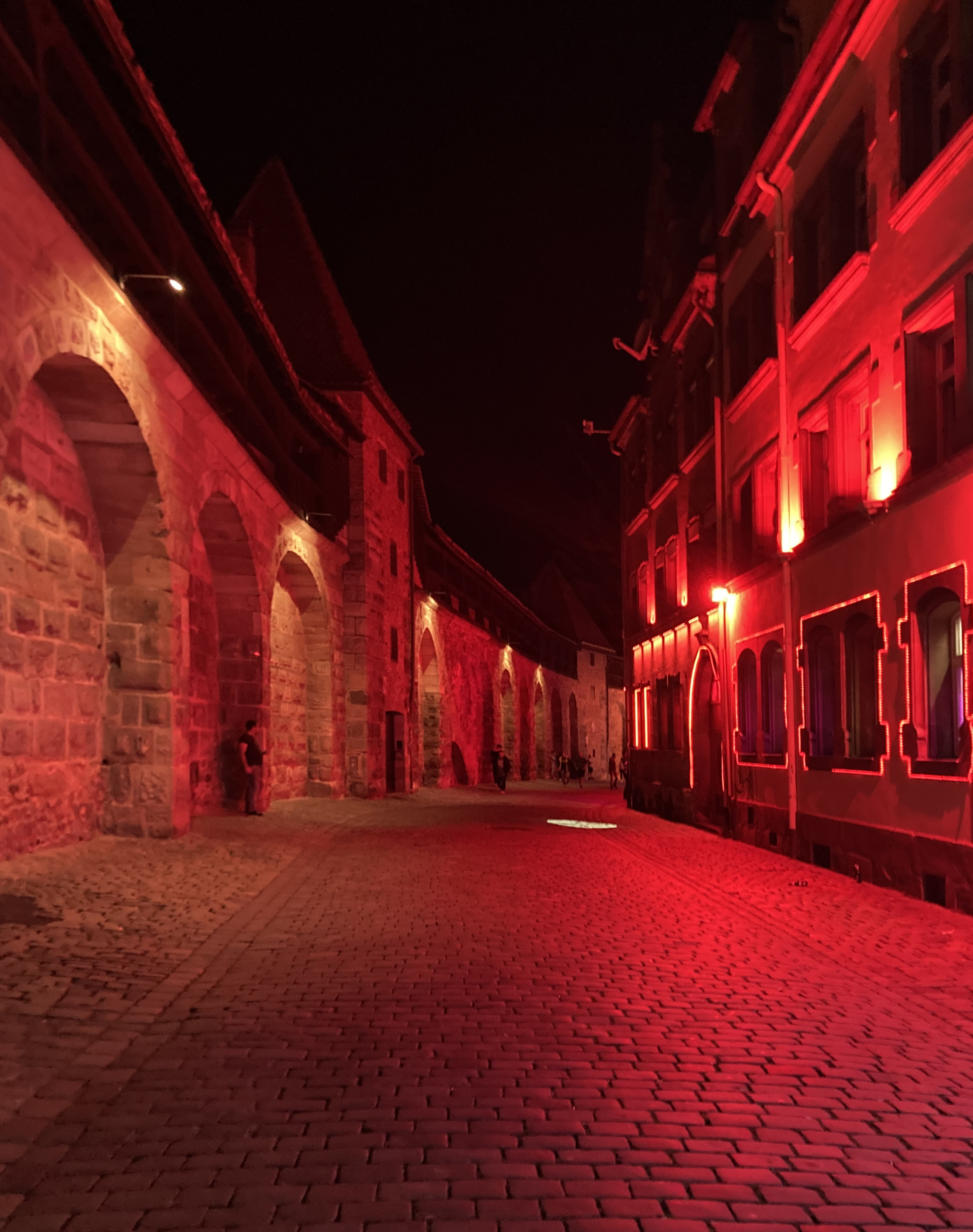
Das Rotlichtviertel von Nürnberg an der Frauentormauer bei Nacht (2023)

Das Nürnberger Rotlichtviertel stellt eines der ältesten Rotlichtviertel Deutschlands dar und befindet sich in den Gassen rund um das westliche Ende der Frauentormauer im Nürnberger Stadtbezirk St. Lorenz.

## Gebiet
Heute erstreckt sich das Gebiet des Rotlichtviertels rund um das westliche Ende der Frauentormauer zwischen Spittler- und Färbertor sowie der Ottostraße und Engelhardsgasse, die bei St. Jakob wieder zusammentreffen. In diesem Bereich befinden sich diverse Prostitutionsstätten, FKK-Clubs, Bars, Stripclubs, Stundenhotels, Nachtclubs sowie Diskotheken und weitere einschlägige Lokalitäten. In diesem posieren die Sexarbeiterinnen in den Schaufenstern der einzelnen Häuser. Diese tragen in der Regel die jeweilige Hausnummer als Namen. In früheren Zeiten erstreckte sich das Gebiet des Rotlichtviertels teils auch in die jeweils von der Engelhardsgasse abgehenden Straßen Pfeifer- sowie Schottengasse.

## Geschichte

### Anfänge
Erste Quellen weisen bereits seit 1381 auf die Ausübung von Prostitution in Frauenhäusern hin. Als bis 1400 die letzte Stadtmauer Nürnbergs errichtet wurde, schloss diese von nun an auch das Gebiet zwischen der Jakobskirche und dem Plärrer zum befestigten Stadtgebiet ein. In diesem Bereich entwickelte sich schließlich aus der Ansiedlung vereinzelter Häusern das sogenannte Jakober Viertel. Nahe des Plärrers, dem Markt für konzessionslose Händler außerhalb der Stadtmauern, entstand mit der Zeit entlang der Frauentormauer ein etablierter Bereich mit Frauen- und Freudenhäusern.

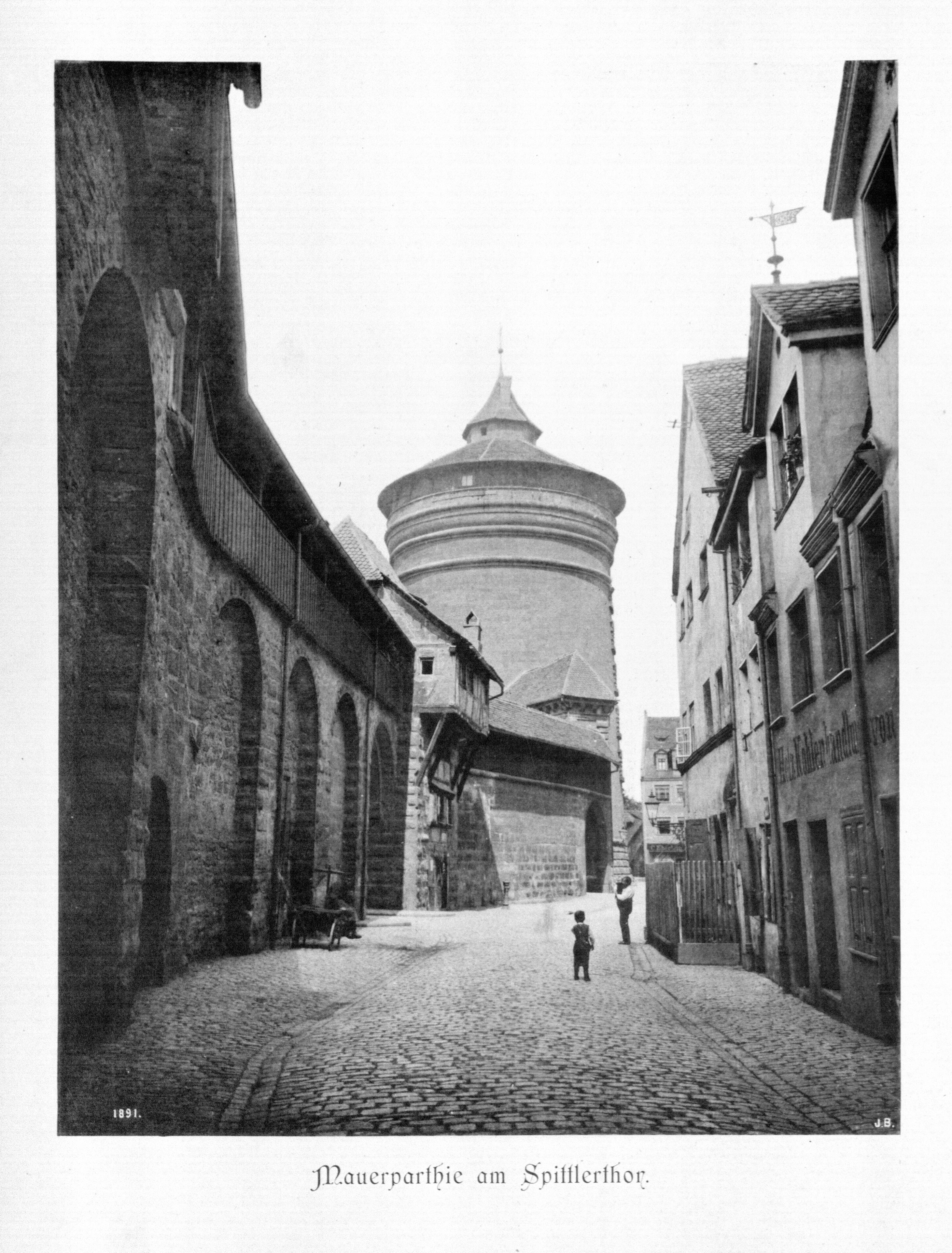
Partie an der Frauentormauer am Spittlertor (1891)

### 19. Jahrhundert
Aus dem 19. Jahrhundert ist der Begriff Hinter der Mauer bekannt, wobei um diese Zeit sexuelle Dienstleistungen in sogenannten Weinhandlungen angeboten wurden. In den 1870er Jahren gab es auch Rabattmarken sowie Postkartenmotive von jungen Frauen, die an der Frauentormauer vor den Weinhandlungen posierten. Dienste durften hierbei nur ledige und kinderlose Frauen anbieten.

### 20. Jahrhundert
Im westdeutschen Nachkriegsdeutschland, in dem Prostitution zwar legal, aber sittenwidrig war, entwickelte sich das Viertel mit seinen verschiedenen Häusern zu einem offiziellen Rotlichtbezirk. Obwohl mittlerweile für den gesamten Nürnberger Innenstadtbereich ein Verbot von Prostitutionsstätten besteht, genehmigte die Stadt an dieser historischen Stelle eine Ausnahme.

### 21. Jahrhundert
Während 1999 von etwa 600 Prostituierten in der Stadt rund 200 in den Häusern an der Frauentormauer arbeiteten, waren es 2019 von 1.600 Sexarbeiterinnen täglich etwa 600. Von allen in der Sexarbeit tätigen Personen in Nürnberg hatten 95 Prozent keine deutsche Staatsbürgerschaft und stammten häufig aus Osteuropa. Am 1. Juli 2021 eröffnete das Gesundheitsamt der Stadt eine Fachstelle sexuelle Gesundheit und bietet dort Beratungstermine für Sexarbeiterinnen und Sexarbeiter an. Personen unter 21 Jahren müssen die Beratung alle sechs Monate wahrnehmen, alle anderen ein Mal pro Jahr.
Mit der zunehmenden Verbreitung des Coronavirus im März 2020 und den damit verbundenen Einschränkungen des öffentlichen Lebens, mussten auch die Lokalitäten entlang der Frauentormauer schließen. Die Sexarbeiterinnen verlegten ihr Geschäft in der Folge in ungeschützte und illegale Privaträume, ehe kleinere Häuser unter strengen Hygieneauflagen im Juni 2021 wieder öffnen durften. Viele der ehemaligen Tätigen kehrten jedoch nicht mehr in die legalen Stätten zurück, sondern bieten ihre Dienste weiterhin privat an. Als Auswirkung ist hierbei das in Erscheinung treten immer jüngerer Prostituierter entlang der Frauentormauer zu beobachten, wobei hierbei häufig der Verdacht des Menschenhandels im Raum steht. Auch pendelten sich die Zahlen der Freier bislang nicht mehr auf das Niveau vor den Schließungen ein.

## Galerie

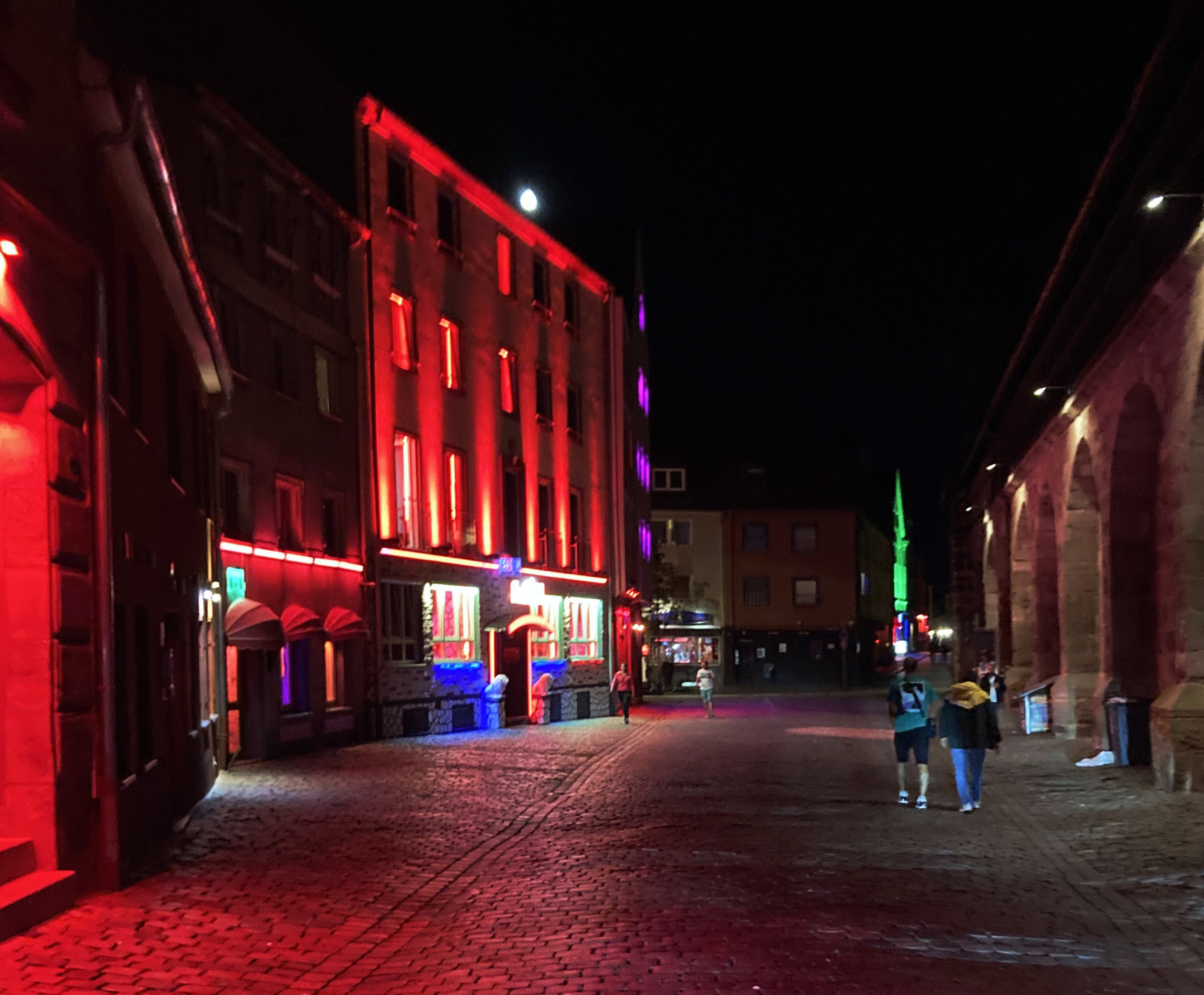
Bordelle an der Frauentormauer bei Nacht
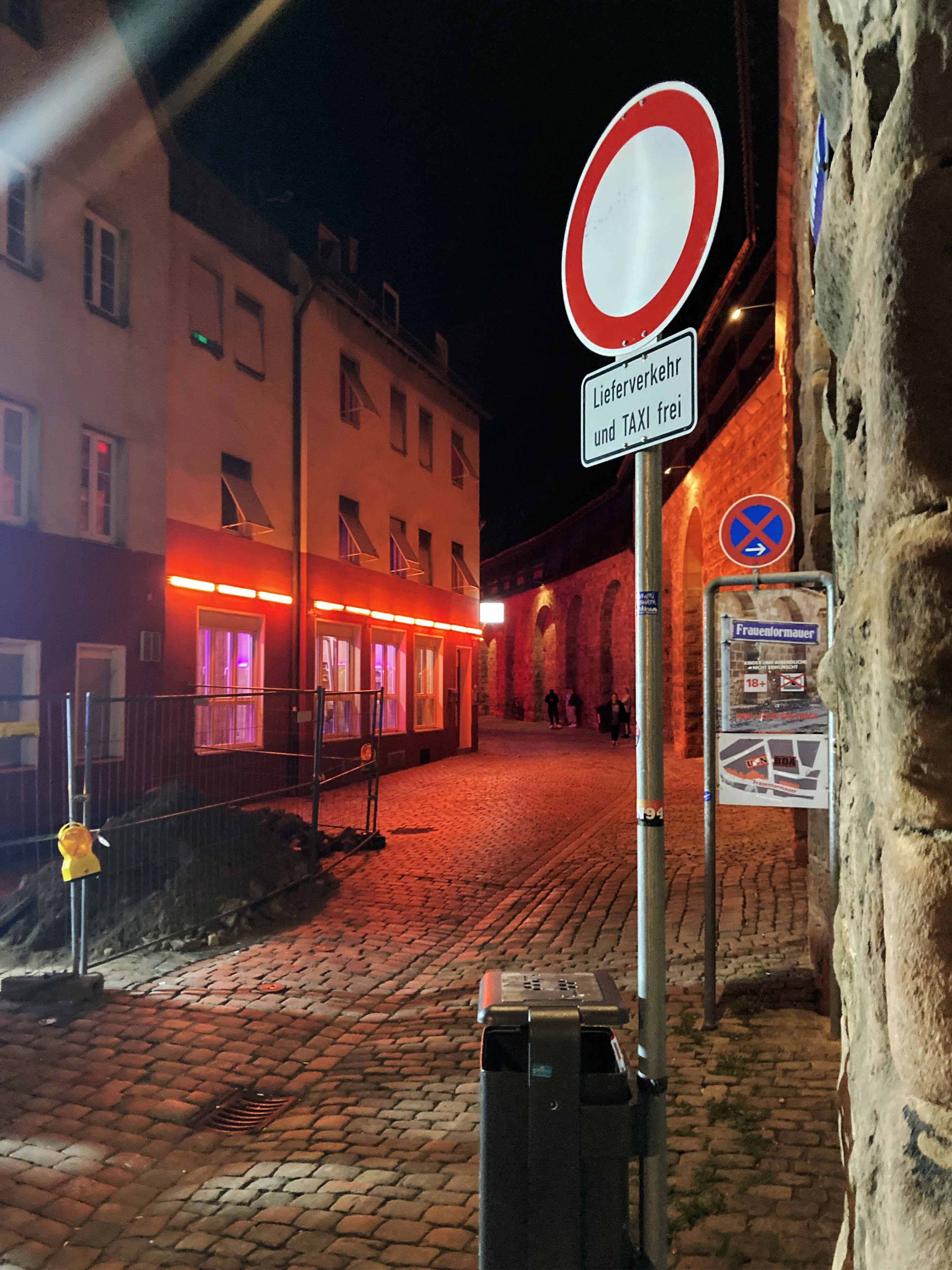
Zugang zur Frauentormauer am Spittlertor mit Hinweisschild
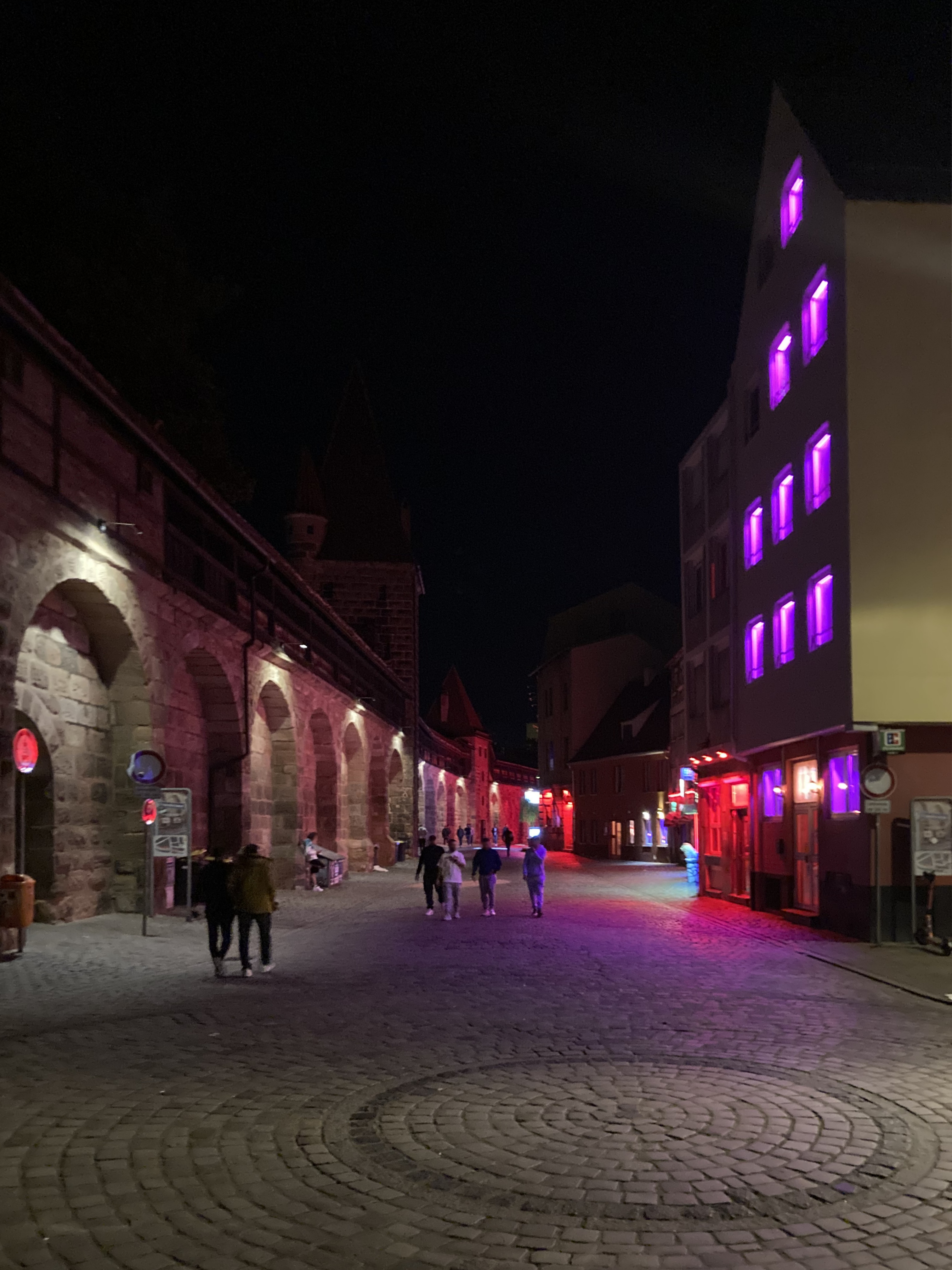
Frauentormauer auf Höhe des Jakobtors
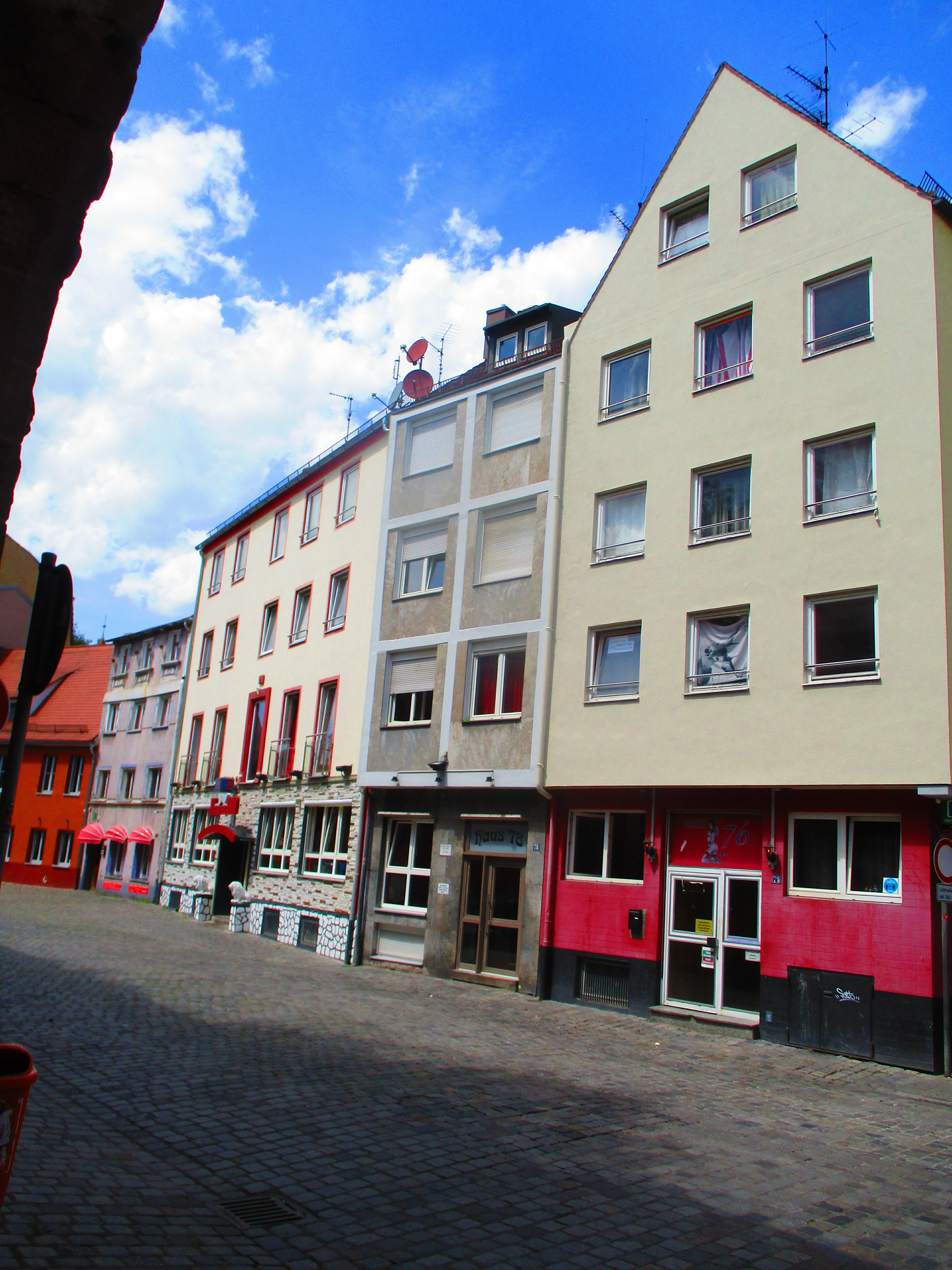
Bordelle an der Frauentormauer bei Tag
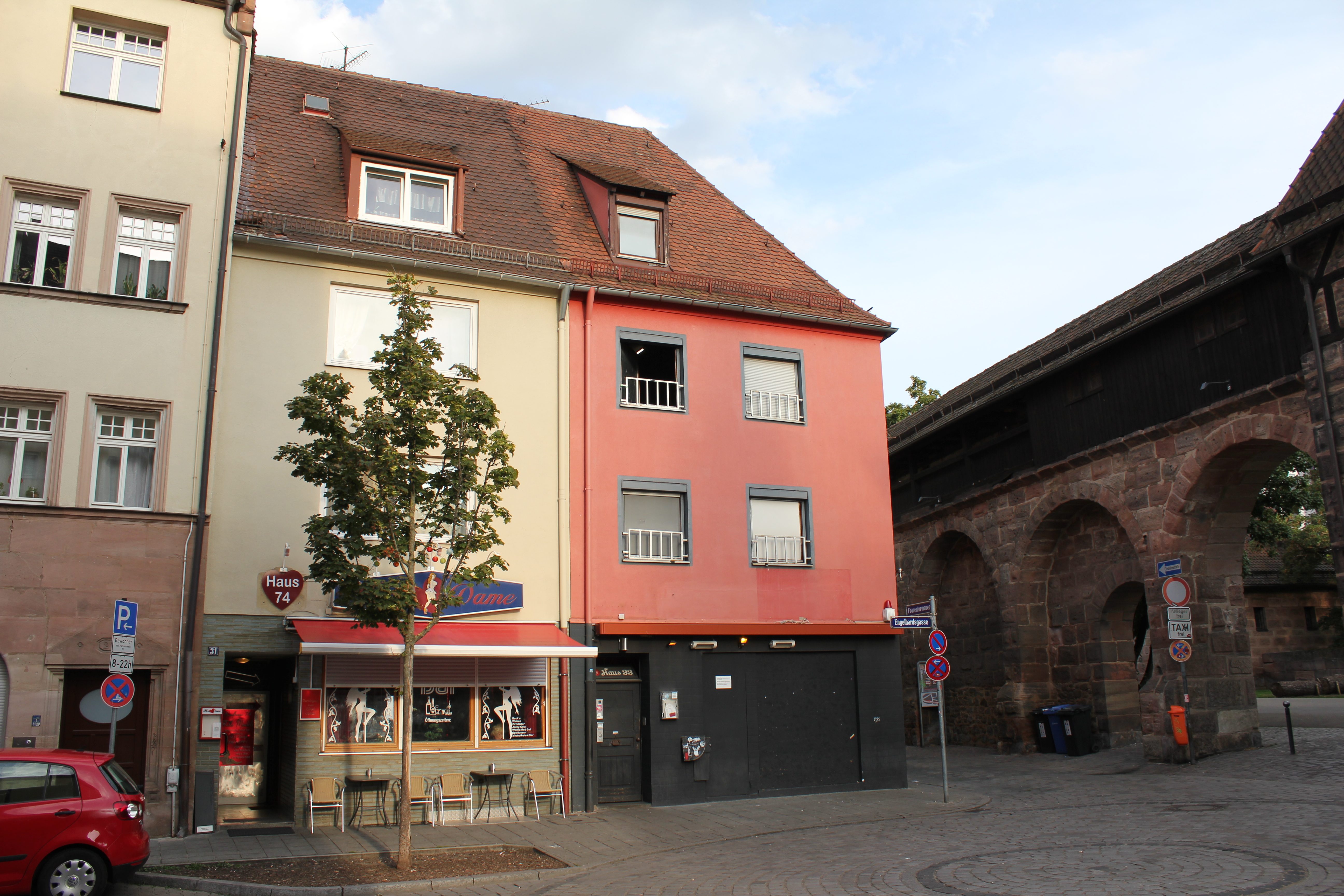
Der Techno-Club Haus 33 neben einem Stripclub am Jakobstor